# Rhaphuma indifferens
Rhaphuma indifferens är en skalbaggsart som beskrevs av Holzschuh 1992. Rhaphuma indifferens ingår i släktet Rhaphuma och familjen långhorningar. Inga underarter finns listade i Catalogue of Life.